# Тухомко
Тухомко (пол. Tuchomko) — село в Польщі, у гміні Тухоме Битівського повіту Поморського воєводства.
Населення — 225 осіб (2011).
У 1975-1998 роках село належало до Слупського воєводства.

## Демографія
Демографічна структура станом на 31 березня 2011 року:
|          | Загалом | Допрацездатний вік | Працездатний вік | Постпрацездатний вік |
| -------- | ------- | ------------------ | ---------------- | -------------------- |
| Чоловіки | 119     | 25                 | 81               | 13                   |
| Жінки    | 106     | 25                 | 64               | 17                   |
| Разом    | 225     | 50                 | 145              | 30                   |